# Beaulieu-sur-Sonnette
Beaulieu-sur-Sonnette is een gemeente in het Franse departement Charente (regio Nouvelle-Aquitaine) en telt 269 inwoners (1999). De plaats maakt deel uit van het arrondissement Confolens.

## Geografie
De oppervlakte van Beaulieu-sur-Sonnette bedraagt 10,3 km², de bevolkingsdichtheid is 26,1 inwoners per km².
De onderstaande kaart toont de ligging van Beaulieu-sur-Sonnette met de belangrijkste infrastructuur en aangrenzende gemeenten.

## Demografie
Onderstaande figuur toont het verloop van het inwonertal (bron: INSEE-tellingen).

Vanwege een beveiligingsprobleem met de MediaWiki Graph-software is het momenteel niet mogelijk deze grafiek weer te geven. Zodra de software is bijgewerkt zal de grafiek vanzelf weer zichtbaar worden.